# Impossible Foods
Impossible Foods, Inc. ist ein US-amerikanisches Unternehmen, das pflanzliche Fleisch- und Milch-Substitute ohne Tierbestandteile entwickelt.
Der Hauptsitz der Firma ist in Redwood City, Kalifornien. Das Ziel des Unternehmens ist, Kunst-„Fleisch“ aus pflanzlichen Zutaten ohne die negativen Auswirkungen der Tierproduktion auf die Umwelt zu produzieren. Das Unternehmen untersucht Tierprodukte auf molekularer Ebene und wählt dann spezifische Proteine und Nährstoffe aus Pflanzen aus, um den Geschmack von Fleisch- und Milchprodukten anzunähern.

## Ursprung
Im Jahr 2009 entschied sich Stanford-Biochemieprofessor Patrick O. Brown, ein 18-monatiges Sabbatical der Beseitigung der industriellen Tierlandwirtschaft zu widmen, die er als das größte Umweltproblem der Welt ausmachte. Zusammen mit anderen Wissenschaftlern organisierte Brown im Jahr 2010 in Washington eine Konferenz, mit dem Ziel, das Bewusstsein für dieses Problem zu wecken. Aber der Workshop mit dem Titel „Die Rolle der tierischen Landwirtschaft in einem nachhaltigen Weltwirtschaftssystem des 21. Jahrhunderts“ hatte nur minimale Außenwirkung. Daraufhin kam Brown zu der Überzeugung, dass der beste Weg, die Tierhaltung zu verringern, darin bestand, ein pflanzliches Produkt auf dem Markt anzubieten, das mit Fleisch konkurrieren kann und gründete im Jahr 2011 das Unternehmen „Impossible Foods“.

## Produkte

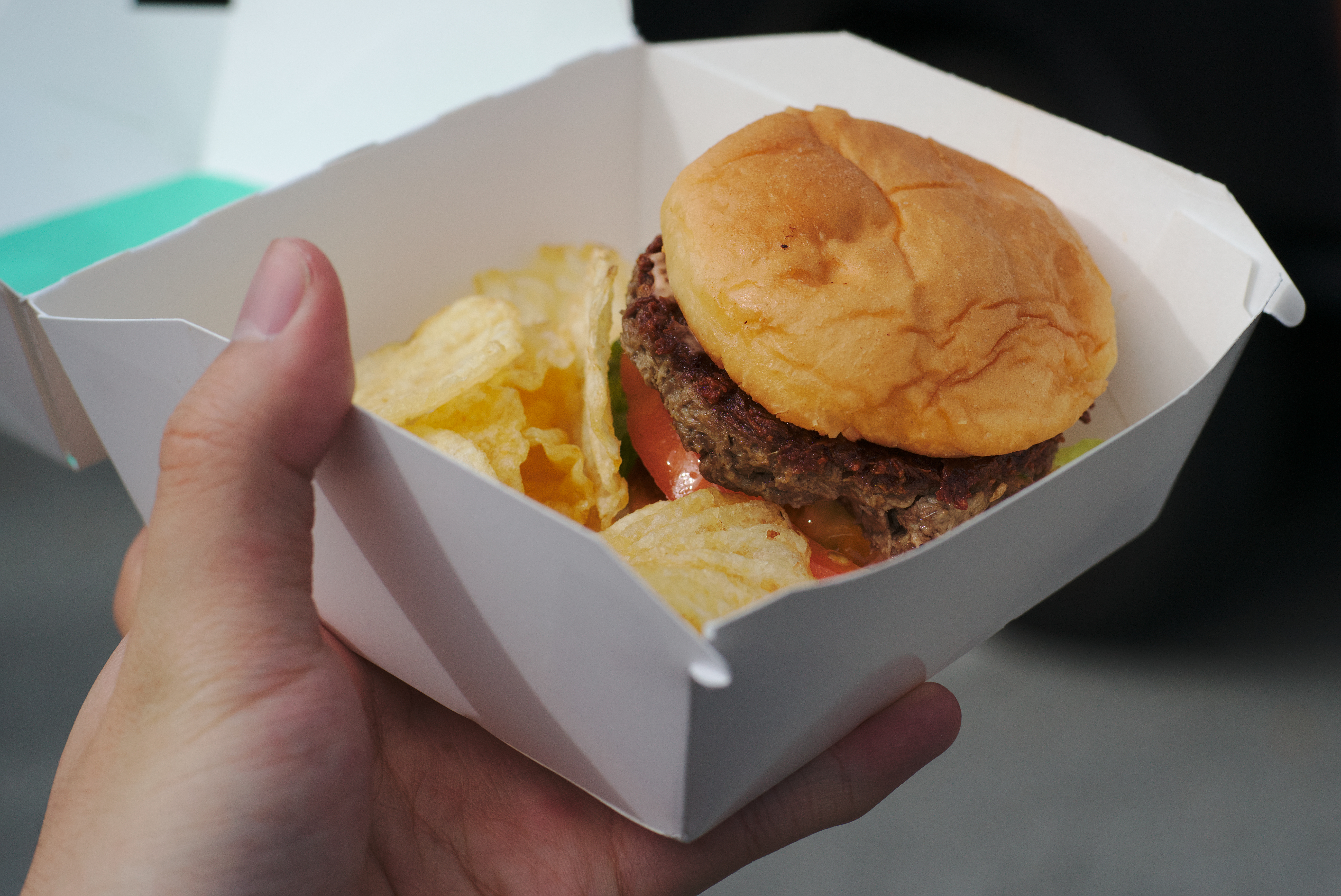
Ein „unmöglicher Burger“ oder „Impossible Burger“, ausgegeben als Teil einer Werbe-Veranstaltung in San Francisco

Im Juli 2016 brachte Impossible Foods den „unmöglichen Burger“ auf den Markt, den es mit der Aussage bewarb, dass er „aussieht, kocht, riecht, zischt und schmeckt wie konventionelles Rinderhackfleisch, aber vollständig aus Pflanzen gemacht wird“.
Da er vollständig aus Pflanzen hergestellt wird, kommt eine von Impossible Foods beauftragte Studie zu dem Schluss, dass der Burger 87 % weniger Wasser und 96 % weniger Land verbraucht sowie 89 % weniger Treibhausgase und 92 % weniger Gewässereutrophierung verursacht.
Der pflanzliche Burger enthält mehr Eiweiß, weniger Gesamtfett und weniger Nahrungsenergie als ein Hamburger in ähnlicher Größe mit Rindfleisch. Der Burger enthält zudem kein Cholesterin sowie keine Antibiotika oder synthetischen Hormone.
Für den Burger vermischt Impossible Foods eine Hämoprotein-Flüssigkeit, ein aus Kartoffeln und Weizen gewonnenes Protein-Gel, aus Konjakwurzeln gewonnene Kohlenhydrate sowie Fette aus Kokosnussöl. Die Forscher von Impossible Foods verändern die DNA von Hefe, bis diese das Hämoprotein in großen Mengen herstellt.

## Produktion und Verbreitung
Das Restaurant Momofuku Nishi in New York, im Besitz von David Chang, begann im Juli 2016 den Impossible Burger zu servieren. Ab Oktober wurde er in drei weiteren Restaurants in Kalifornien angeboten: Jardinière und Cockscomb in San Francisco und Crossroads Kitchen in Los Angeles. Der Impossible Burger ist nicht im Einzelhandel erhältlich. Impossible Foods arbeitet auch an pflanzlichen Produkten, die Huhn, Schweinefleisch, Fisch und Milchprodukte nachbilden.
Am 6. November 2016 gab Impossible Foods kostenlos Impossible Burgers in San Francisco auf einer Werbeveranstaltung aus.
Im Jahr 2016 produzierte Impossible Foods die Impossible Burgers in relativ kleinen Mengen in Redwood City, Kalifornien, und in Rutgers, New Jersey, und diese waren nicht im Einzelhandel erhältlich. Impossible Foods arbeitete auch an pflanzlichen Produkten, die Hühner-, Schweinefleisch-, Fisch- und Milchprodukte emulieren, entschied sich aber zunächst, sich auf Rinder-Hackfleisch zu konzentrieren, da dies in großer Zahl in Burgern verwendet wird.

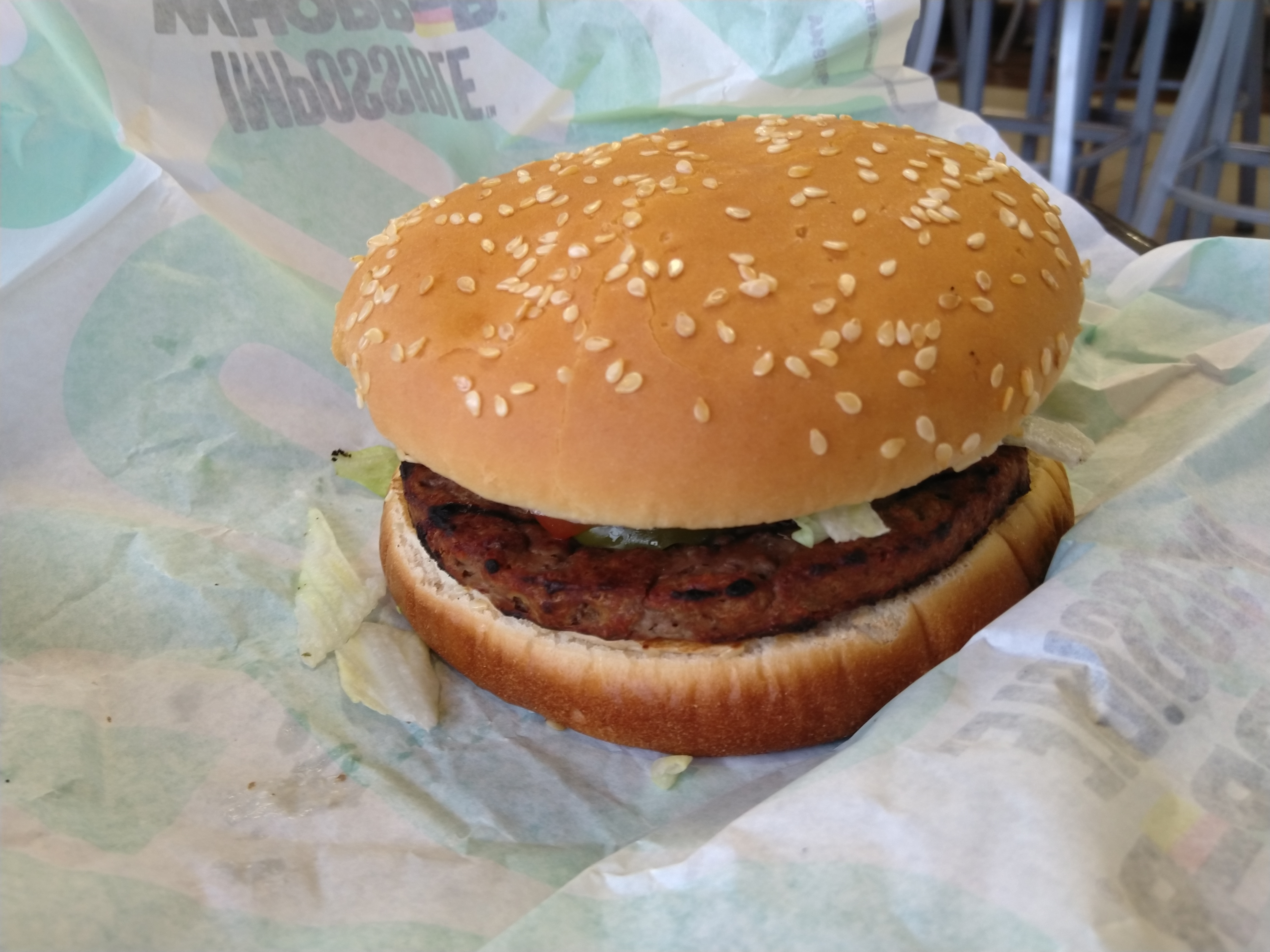
Impossible Whopper von Burger King

Im März 2017 kündigte Impossible Foods an, dass es seine erste große Produktionsanlage in Oakland, Kalifornien bauen werde, mit dem Ziel, eine Million Pfund pflanzliches Burgerfleisch pro Monat zu produzieren. In der ersten Hälfte des Jahres 2017 debütierte der Impossible Burger auf der Speisekarte mehrerer Franchise-Unternehmen, darunter Bareburger in New York City, Umami Burger in Kalifornien und Hopdoddy in Texas.
Im Dezember 2017 hat Impossible Foods einen Vertrag mit DOT unterzeichnet, dem größten Großhändler für Nahrungsmittel in den USA. Ab sofort können nun alle Restaurants in den USA über DOT den Impossible Burger kaufen und in ihrem Restaurant anbieten. Im Januar 2018 wurde der Impossible Burger bereits in 400 Restaurants in den USA angeboten. Impossible Foods plante für 2018 nach Asien zu expandieren.
White Castle, die älteste Hamburger-Restaurant-Kette der USA, begann im April 2018 den Impossible Burger in seinen etwa 400 Restaurants anzubieten.
Im Juli 2018, zwei Jahre nach dem ersten Start in New York, war der Impossible Burger in rund 3.000 Restaurants in den USA und Hongkong erhältlich. Im April 2019 startete Burger King in 59 Filialen im Bereich von St. Louis (USA) mit dem Verkauf von Impossible Whoppers.
In der EU konnte das Unternehmen bisher noch keine Erlaubnis für den Vertrieb ihrer Produkte erlangen. Das liegt an den strengeren Gesetzen zur Gentechnik  der EU. Das Unternehmen ersucht aber um eine Lizenz.

## Technologie
|                           | Rindfleisch | Impossible | Beyond | Schwarze Bohnen |
| ------------------------- | ----------- | ---------- | ------ | --------------- |
| Trans-Fettsäuren (g)      | 1,5         | 0          | 0      | 0               |
| Gesättigte Fettsäuren (g) | 8           | 8          | 6      | 1,5             |
| Natrium (mg)              | 230         | 370        | 390    | 0               |
| Cholesterin (mg)          | 80          | 0          | 0      | 0               |
| Ballaststoffe (g)         | 0           | 3          | 2      | 7,3             |
| Protein (g)               | 20          | 19         | 20     | 11              |
| Vitamin B12 (µg)          | 3           | 3          | 0      | 0               |
| Eisen (g)                 | 2,8         | 4,2        | 4,2    | 3,6             |
| Kalium (µg)               | 345         | 610        | 300    | 420             |

Impossible-Foods-Wissenschaftler entdeckten, dass Häm ein Schlüsselfaktor dafür ist, wie Fleisch sich verhält. Häm (Bestandteil des Hämoglobins) ist das Molekül, das Blut seine rote Farbe gibt und hilft, Sauerstoff in lebenden Organismen zu tragen. Das Häm-Protein ist im Tiermuskel sehr reichlich vorhanden, findet sich aber auch in Sojawurzeln. Impossible Foods verwendet Häm in seinen Produkten, um den komplexen Geschmack von Fleisch nachzubilden. Um Häm-Protein aus pflanzlichen Quellen zu produzieren, entwickelte Impossible Foods eine Hefe und verwendet einen Fermentationsprozess, der den Verfahren ähnlich ist, die zum Herstellen von Bier verwendet werden.
Impossible-Foods-Wissenschaftler entwickelten auch alle wichtigen Komponenten, um die tierischen Fleisch-Textur – Muskel, Bindegewebe und Fett – mit Pflanzenzutaten nachzuahmen. Um das tierische Fett in Hamburgern zu replizieren, verwendet Impossible Foods Kokosfett, das mit gemahlenem Grundstruktur-Weizen und Kartoffel-Protein gemischt wird. Das Kartoffelprotein liefert ein festes Äußeres, wenn der Bratling angebraten wird. Das Kokosnussöl bleibt fest, schmilzt aber beim Erhitzen ähnlich wie Rinderfett.

## Finanzierung
Impossible Foods erhielt Wagnis-Kapital in Höhe von 75 Millionen $ und 108 Millionen $ von Investoren, darunter Google Ventures, Blue Horizons, Khosla Ventures, Viking Global Investors, UBS, Hongkong Milliardär Li Ka-shing Horizons Ventures und Bill Gates.

## Kritik
Kritik entzündet sich vor allem am Einsatz gentechnischer Verfahren bei der Modifizierung der eingesetzten DNA von Hefen.